# 陳伯友
陳伯友（1565年—1628年），字仲恬，號旭窗，山東濟寧州（今山東省濟寧市）人，明朝政治人物，同進士出身。

## 生平
萬歷二十九年（1601年）登辛丑科同進士。授行人司行人。擢刑科給事中，彈劾、建言甚多。因丁憂去職。守喪期滿，因廷議排擠東林，於是未補官。直至萬曆四十六年（1618年），以年例即家授河南按察使司副使。天啟四年（1624年），累遷太常寺卿，治少卿事。楊漣彈劾魏忠賢，伯友亦偕卿胡世賞等抗疏。次年十二月，御史張樞劾其倚附東林，於是削籍奪官。莊烈帝即位，下詔復官，未及用而卒。

## 著作
有《尽心编》、《证语》、《海鸥居日识》等。

## 家庭
有子陳扆箴、陳扆銘。

## 延伸阅读
[在维基数据编辑]
 《明史卷二百四十二》，出自《明史》